# Jerucham Mešel
Jerucham Mešel (hebrejsky: ירוחם משל, žil 24. listopadu 1912 – 27. listopadu 2002) byl izraelský politik a poslanec Knesetu za stranu Ma'arach.

## Biografie
Narodil se ve městě Pinsk v Ruské říši (dnes Bělorusko). Vystudoval základní náboženskou školu a hebrejskou střední školu v Bělorusku. V roce 1933 přesídlil do dnešního Izraele.

## Politická dráha
Angažoval se v mládežnickém hnutí ha-Šomer ha-Ca'ir a připravoval se na aliji. Po příchodu do dnešního Izraele pracoval ve stavebnictví a byl aktivní v dělnických odborech. Zastupoval odborovou centrálu Histadrut v britských vojenských táborech na území mandátní Palestiny v letech 1940–1945. V letech 1950–1960 byl členem výkonného výboru Histadrutu a v letech 1973–1984 jeho generálním tajemníkem. V roce 1978 vedl Institut pro výzkum dělnického hnutí Pinchase Lavona. Byl členem sekretariátu Strany práce a viceprezidentem Svobodné odborové internacionály.
V izraelském parlamentu zasedl po volbách v roce 1977, do nichž šel za Ma'arach. Zaujal post člena výboru práce a sociálních věcí. Opětovně byl zvolen ve volbách v roce 1981. Ve volbách v roce 1984 mandát neobhájil.